# Vanesse des pariétaires
Polygonia egea
Espèce
La Vanesse des pariétaires, Polygonia egea, est une espèce de lépidoptères (papillons) de la famille des Nymphalidae, de la sous-famille des Nymphalinae, de la tribu des Nymphalini.

## Dénomination
Polygonia egea a été décrite par Pieter Cramer en 1775.
Synonyme : Nymphalis egea (Cramer, 1775)

### Noms vernaculaires
La vanesse des pariétaires (du nom de sa plante hôte) se nomme Southern Comma ou Eastern Comma en anglais et Gelber C-Falter en allemand.

### Sous-espèces
- Polygonia egea egea présente en Transcaucasie.
- Polygonia egea undina (Grum-Grshimailo, 1890) présente en Inde et en Chine[1].

## Description
Le dessus des ailes est de couleur fauve, avec une bordure jaunâtre et quelques taches brunes. Le revers a un dessin marbré, avec une bande submarginale bleue. Les ailes postérieures ont une tache en forme de v ou de y.
L'envergure du mâle varie de 22 à 23 mm.
Polygonia egea peut être confondu avec Polygonia c-album, qui présente une marque blanche au revers des ailes postérieures est en forme de c, comme l'indique son nom scientifique et ses couleurs sont généralement plus soutenues.

### Chenille
Sa chenille est poilue, jaune clair à points noirs.

### Chrysalide
Elle est de couleur sable grisé.

## Biologie

### Période de vol
Sa période de vol va de mai à septembre en deux générations.
La Vanesse des pariétaires pratique dans les régions sèches une migration verticale entre le maquis et les sapinières de montagne. Elle émerge au printemps en plaine puis migre en altitude dans la montagne et y reste les mois d'été pour redescendre à l'automne en basse altitude. Elle y hiverne à l'état d'adulte.

### Plantes hôtes
Sa plante hôte est Parietaria officinalis.

## Écologie et distribution
Polygonia egea est très répandu dans le sud de l’Europe, en Asie Mineure, en Iran et en Syrie.
En France métropolitaine la vanesse des pariétaires est pour certains présente dans sept départements du pourtour méditerranéen (Alpes-de-Haute-Provence, Alpes-Maritimes, Var, Bouches-du-Rhône, Vaucluse, Drôme et Gard. Dans l'Aude, l'Hérault, la Lozère, l'Ardèche et en Corse elle n'a pas été inventoriée depuis 1980. Sa présence en France semble donc très menacée. L'INPN ne note sa présence que dans les Bouches-du-Rhône.

### Biotope
La vanesse des pariétaires est présente dans des zones rocailleuses jusqu’à 1 200 m.

### Protection
Pas de statut de protection sur l'ensemble de la France métropolitaine.
La vanesse des pariétaires est inscrite sur la liste des espèces d'intérêt patrimonial de la région PACA (classé en catégorie A, priorité 1 dans le Programme national de restauration pour la conservation des lépidoptères diurnes, c'est-à-dire dont l’habitat est menacé dans une partie de son aire de répartition).